# Дрізд абісинський
Дрізд абіси́нський(Turdus abyssinicus) — вид горобцеподібних птахів родини дроздових (Turdidae). Поширений у Східній Африці.

## Поширення
Абісинський дрізд поширений у високогір'ях Східної Африки від Південного Судану на південь до Північного Мозамбіку. Середовище його проживання включає ліси, плантації, парки та сади.

## Підвиди
Визнано шість підвидів:
- T. a. abyssinicus Gmelin, JF, 1789 — Еритрея та Ефіопія, північ, захід і центральна частина Кенії, крайня північ Танзанії, північна Уганда та Південний СуданЖ
- T. a. deckeni Cabanis, 1868 — північ та північний схід Танзанії;
- T. a. oldeani Sclater, WL & Moreau, 1935 — центральна північ Танзанії;
- T. a. bambusicola Neumann, 1908 — східна ДР Конго до південного заходу Уганди та північного заходу Танзанії;
- T. a. baraka (Sharpe, 1903) — вулкани Вірунга (схід ДР Конго) і південний захід Уганди;
- T. a. nyikae Reichenow, 1904 — схід, південь Танзанії, північ Малаві та північний схід Замбії.

## Опис
Абісинський дрізд має довжину близько 22 см. Оперення його верхньої частини, голови та грудей сіре, а живіт помаранчевий, хоча він демонструє значну мінливість.